# Campionati europei di tiro da 10 metri 2015
I Campionati europei di tiro da 10 metri 2015 sono stati la 46ª edizione della competizione organizzata dalla Federazione europea di tiro. Si sono svolti dal 4 al 7 marzo 2015 ad Arnhem, nei Paesi Bassi.

## Calendario
| Data    | Ora (UTC+1) | Finale                        |
| ------- | ----------- | ----------------------------- |
| 4 marzo | 16:40       | Bersaglio mobile uomini       |
| 4 marzo | 17:40       | Bersaglio mobile donne        |
| 6 marzo | 12:45       | Bersaglio mobile misto uomini |
| 6 marzo | 12:45       | Bersaglio mobile misto donne  |
| 6 marzo | 16:30       | Carabina donne                |
| 6 marzo | 18:10       | Pistola uomini                |
| 7 marzo | 11:30       | Pistola donne                 |
| 7 marzo | 13:30       | Carabina uomini               |
| 7 marzo | 15:00       | Pistola 50 a squadre miste    |
| 7 marzo | 16:35       | Carabina 50 a squadre miste   |

## Podi

### Uomini
| Evento                           | Oro                                                              | Punti           | Argento                                                    | Punti           | Bronzo                                                       | Punti           |
| Carabina                         | Anton Rizov                                                      | 205,6           | Niccolò Campriani                                          | 205,0           | Illja Čarhejka                                               | 185,2           |
| Carabina a squadre               | Russia Nazar Luginec Sergej Kruglov Vladimir Maslennikov         | 1873,4          | Italia Niccolò Campriani Enrico Pappalardo Simon Weithaler | 1869,9          | Bielorussia Illja Čarhejka Vital' Bubnovič Jurij Ščarbacėvič | 1867,7          |
| Pistola                          | Philipp Grimm                                                    | 199,8           | Damir Mikec                                                | 194,9           | Anton Gur'janov                                              | 175,4           |
| Pistola a squadre                | Germania Manuel Heilgemeier Philipp Grimm Florian Schmidt        | 1736-69x        | Russia Vladimir Isakov Anton Gur'janov Vladimir Gončarov   | 1736-61x        | Serbia Damir Mikec Dimitrije Grgić Andrija Zlatić            | 1729-50x        |
| Bersaglio mobile                 | Maksim Stepanov                                                  | Maksim Stepanov | Dmitrij Romanov                                            | Dmitrij Romanov | Emil Martinsson                                              | Emil Martinsson |
| Bersaglio mobile a squadre       | Russia Maksim Stepanov Dmitrij Romanov Aleksandr Ivanov          | 1704-56x        | Rep. Ceca Miroslav Januš Bedřich Jonáš Josef Nikl          | 1702-43x        | Ungheria József Sike László Boros Tamás Tasi                 | 1701-46x        |
| Bersaglio mobile misto           | Emil Martinsson                                                  | 385-10x (so 20) | László Boros                                               | 385-8x (so 19)  | Tomi-Pekka Heikkila                                          | 385-11x (so 18) |
| Bersaglio mobile misto a squadre | Finlandia Tomi-Pekka Heikkila Heikki Lähdekorpi Krister Holmberg | 1140-31x        | Russia Maksim Stepanov Dmitrij Romanov Aleksandr Ivanov    | 1134-26x        | Rep. Ceca Miroslav Januš Bedřich Jonáš Josef Nikl            | 1133-35x        |

### Donne
| Evento                           | Oro                                                               | Punti           | Argento                                                      | Punti               | Bronzo                                                       | Punti           |
| Carabina                         | Selina Gschwandtner                                               | 206,8           | Sabrina Sena                                                 | 204,3               | Nina-Laura Kreutzer                                          | 183,6           |
| Carabina a squadre               | Germania Nina-Laura Kreutzer Barbara Engleder Selina Gschwandtner | 1246,3          | Rep. Ceca Kateřina Emmons Nikola Mazurová Gabriela Vognarová | 1244,1              | Italia Elania Nardelli Petra Zublasing Sabrina Sena          | 1242,8          |
| Pistola                          | Olena Kostevyč                                                    | 202,9           | Antoaneta Boneva                                             | 202,3               | Renáta Tobai-Sike                                            | 177,2           |
| Pistola a squadre                | Russia Ljubov' Jaskevič Vitalina Bacaraškina Ekaterina Koršunova  | 1141-27x        | Francia Céline Goberville Stéphanie Tirode Cyrielle Guiliano | 1136-28x            | Polonia Klaudia Breś Joanna Tomala Beata Bartków-Kwiatkowska | 1132-25x        |
| Bersaglio mobile                 | Irina Izmalkova                                                   | Irina Izmalkova | Daniela Vogelbacher                                          | Daniela Vogelbacher | Ol'ga Stepanova                                              | Ol'ga Stepanova |
| Bersaglio mobile misto           | Irina Izmalkova                                                   | 381-10x         | Ol'ga Stepanova                                              | 374-8x              | Anne Weigel                                                  | 368-6x          |
| Bersaglio mobile misto a squadre | Russia Irina Izmalkova Ol'ga Stepanova Julija Ėjdenzon            | 1112-23x        | Germania Anne Weigel Daniela Vogelbacher Julie Kirr          | 1079-20x            | Non assegnato                                                | Non assegnato   |

### Misti
| Evento      | Oro                               | Argento                             | Bronzo                                 |
| Carabina 50 | João Costa Joana Castelão         | Vladimir Isakov Ekaterina Koršunova | Vladimir Gončarov Vitalina Bacaraškina |
| Pistola 50  | Andrea Arsović Milutin Stefanović | Snježana Pejčić Petar Gorša         | Sergej Kruglov Anna Žukova             |

## Medagliere
| Pos.   | Paese       | Oro | Argento | Bronzo | Totale |
| ------ | ----------- | --- | ------- | ------ | ------ |
| 1      | Russia      | 7   | 5       | 4      | 16     |
| 2      | Germania    | 4   | 2       | 2      | 8      |
| 3      | Serbia      | 1   | 1       | 1      | 3      |
| 4      | Bulgaria    | 1   | 1       | 0      | 2      |
| 5      | Finlandia   | 1   | 0       | 1      | 2      |
| 5      | Svezia      | 1   | 0       | 1      | 2      |
| 7      | Portogallo  | 1   | 0       | 0      | 1      |
| 7      | Ucraina     | 1   | 0       | 0      | 1      |
| 9      | Italia      | 0   | 3       | 1      | 4      |
| 10     | Rep. Ceca   | 0   | 2       | 1      | 3      |
| 11     | Ungheria    | 0   | 1       | 2      | 3      |
| 12     | Croazia     | 0   | 1       | 0      | 1      |
| 12     | Francia     | 0   | 1       | 0      | 1      |
| 14     | Bielorussia | 0   | 0       | 2      | 2      |
| 15     | Polonia     | 0   | 0       | 1      | 1      |
| Totale | Totale      | 17  | 17      | 16     | 50     |